# Parc national Iñao
Le parc national et l'aire naturelle de manière intégrée des montagnes d'Iñao (Parque nacional y área natural de manejo integrado Serranía del Iñao) est un parc national situé dans le département de Chuquisaca en Bolivie. Il a été créé le 28 mai 2004.
Il se situe dans les provinces de Belisario Boeto, Tomina, Hernando Siles et Luis Calvo.